# Hovgården, Borlänge kommun
Hovgården definierades, avgränsades och namnsattes 1995 av SCB som en småort i Borlänge kommun i Dalarnas län. Den omfattade bebyggelse i byn Hovgården och angränsande byar. Efter 1995 understeg befolkningen 50 i området och statusen som småort upphörde. 2015, men ej 2020 avgränsade SCB här åter en småort.